# Le Perréon
Le Perréon település Franciaországban, Rhône megyében. Lakosainak száma 1496 fő (2022. január 1.). Le Perréon Marchampt, Claveisolles, Quincié-en-Beaujolais, Salles-Arbuissonnas-en-Beaujolais, Saint-Étienne-des-Oullières, Saint-Étienne-la-Varenne és Vaux-en-Beaujolais községekkel határos.

## Népesség
A település népességének változása:
| Lakosok száma | 1475 | 1554 | 1604 | 1587 | 1555 | 1524 | 1492 | 1488 | 1496 |
|               | 2013 | 2015 | 2016 | 2017 | 2018 | 2019 | 2020 | 2021 | 2022 |